# Pozal de Gallinas
Pozal de Gallinas is een gemeente in de Spaanse provincie Valladolid in de regio Castilië en León met een oppervlakte van 35,20 km². Pozal de Gallinas telt 555 inwoners (1 januari 2016).

## Demografische ontwikkeling
Bron: INE, 1857-2011: volkstellingen